# Communauté de communes du Pays granvillais
La communauté de communes du Pays granvillais est une ancienne communauté de communes française, située dans le département de Manche et la région Basse-Normandie.

## Histoire
La communauté de communes du Pays granvillais a été créée le 1er janvier 1997 par un arrêté du 30 décembre 1996 entre les communes de Donville-les-Bains, Granville, Saint-Pair-sur-Mer et Saint-Planchers. Jullouville l'a rejoint le 1er janvier 2001. Anctoville-sur-Boscq, Saint-Aubin-des-Préaux et Yquelon ont, elles, adhéré le 1er janvier 2002.
Elle fusionne le 1er janvier 2014 avec les communautés de communes des Delles, entre Plage et Bocage et du Pays hayland pour former la communauté de communes de Granville, Terre et Mer.

## Composition
Elle regroupait huit communes du département de la Manche :
- Anctoville-sur-Boscq
- Donville-les-Bains
- Granville
- Jullouville
- Saint-Aubin-des-Préaux
- Saint-Pair-sur-Mer
- Saint-Planchers
- Yquelon

## Compétences
Conformément aux dispositions de l'article L. 5214-16 du CGCT, la communauté de communes exerce obligatoirement les  deux compétences suivantes :
- actions de développement économique intéressant l'ensemble de la communauté ;
- aménagement de l'espace.

Elle doit également exercer au moins une des compétences relevant des six groupes suivants :
- protection et mise en valeur de l'environnement ;
- politique du logement et du cadre de vie ;
- création, aménagement et entretien de la voirie ;
- construction, entretien et fonctionnement d'équipements culturels, sportifs et d'enseignement préélémentaire et élémentaire ;
- action sociale d'intérêt communautaire ;
- tout ou partie de l'assainissement.

Le conseil de communauté peut également choisir des compétences facultatives qu'il définit lui-même. De plus, la communauté de communes peut, avec accord du département, exercer directement certaines compétences d'action sociale qui relèvent normalement de celui-ci.
Elle peut se donner compétence en matière de droit de préemption urbain ou recevoir délégation du Département pour exercer des fonctions d'aide sociale.
Les communes peuvent, par ailleurs, déléguer à la communauté d'autres compétences.
L'exercice de certaines compétences nécessite que soient définis les actions et équipements reconnus d'intérêt communautaire. Cette déclaration d'intérêt communautaire résulte du vote d'une majorité qualifiée des conseils municipaux, ce qui est une différence fondamentale par rapport au régime des communautés d'agglomération, où cette déclaration d'intérêt communautaire est faite par une délibération du conseil communautaire prise à la majorité des deux tiers du conseil de la communauté d'agglomération, donnant ainsi un pouvoir important aux instances communautaires.
À partir du moment où les compétences sont déléguées à la communauté, les communes ne peuvent plus les exercer.

## Administration
| Période      | Période       | Identité       | Étiquette    | Qualité            |
| ------------ | ------------- | -------------- | ------------ | ------------------ |
| janvier 1997 | avril 2008    | Marc Verdier   | RPR puis UMP | Maire de Granville |
| avril 2008   | décembre 2013 | Daniel Caruhel | PRG          | Maire de Granville |